# Meteorito Hoba

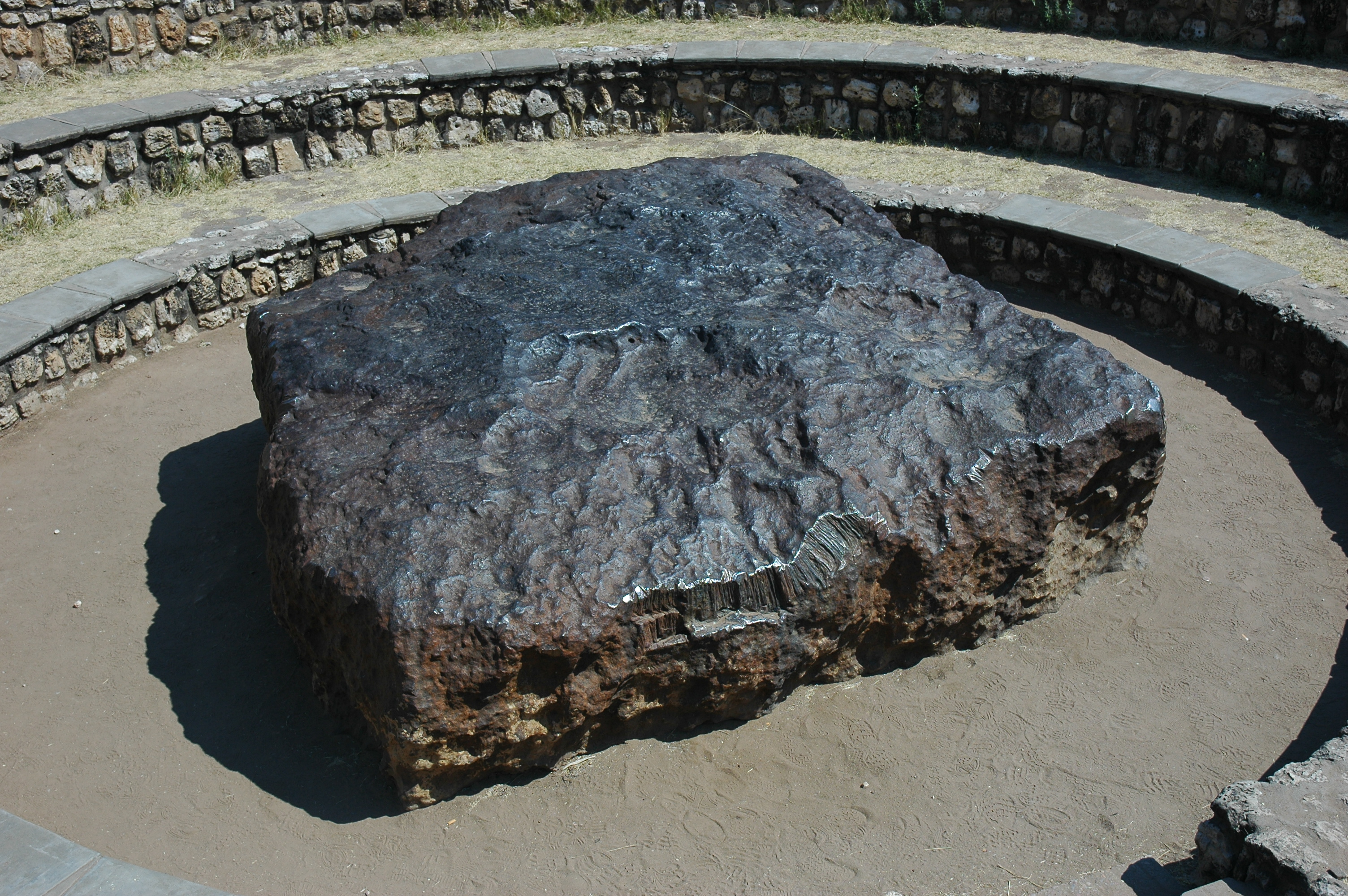
El meteorito Hoba.

El meteorito Hoba, también conocido como Hoba Oeste, es el meteorito más grande y pesado del mundo y además es la pieza de hierro natural más grande que se conoce en la superficie de la Tierra. 
El meteorito, nombrado por la Residencia  Hoba Oeste, cerca de Grootfontein, región de Otjozondjupa (Namibia), donde fue descubierto en 1920. Se estima que se formó hace unos 300 millones de años. No ha sido movido desde que impactó hace 80 000 años. El descubrimiento del Hoba fue afortunado, ya que no dejó un cráter u otro signo de impacto; evidentemente, la atmósfera terrestre desaceleró el cuerpo de hierro de 66 toneladas, haciendo que cayera a velocidad terminal. A esta velocidad, el meteorito permaneció básicamente intacto, y el impacto de baja energía con la superficie causó poca excavación.

## Características

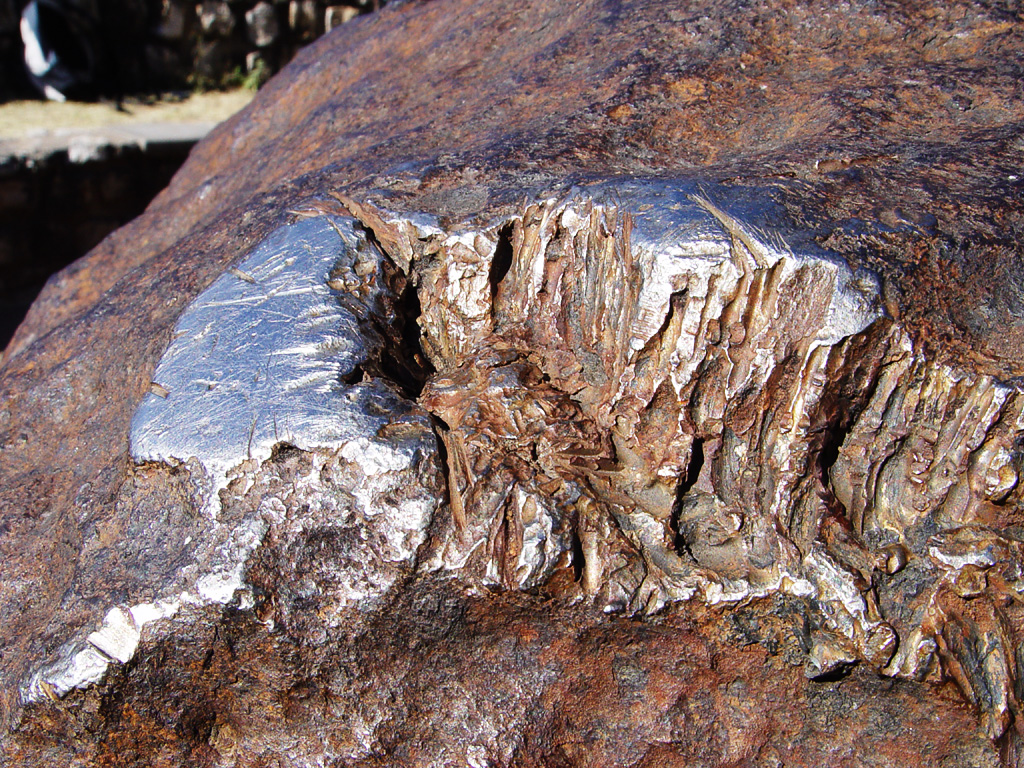
Una parte de hierro del meteorito Hoba

El meteorito Hoba es un cuerpo de metal tabloide, que mide 2,7 metros por 2,7 m por 0,9 m de altura. Su masa, en 1920, fue estimada en 66 toneladas. Esto llevó al gobierno de Namibia (entonces África del Sudoeste) a declarar al meteorito Hoba como Monumento Nacional en marzo de 1955, con el objetivo de detener el deterioro futuro.

### Composición
Está compuesto de hierro en un 84% y alrededor de 16% de níquel, con algunos indicios de cobalto. Hay incrustaciones de hidróxido de hierro en algunas partes de la superficie. En términos científicos, el meteorito se clasifica como una ataxita (meteorito de hierro con altas cantidades de níquel) 

## Historia
El meteorito Hoba fue descubierto por el dueño de la granja Hoba Oeste y fue identificado y descrito poco después por el científico Jacobus Hermanus Brits. Su informe original de 1920 puede ser visto en el Museo Grootfontein en Namibia. Se dice que el dueño de la tierra se topó con el gigantesco meteorito mientras removía la tierra con un buey. Mientras realizaba esta tarea, el granjero escuchó un fuerte chasquido metálico antes de que su arado se parase.
En 1985 la compañía minera Rössing llevó a cabo investigaciones y proveyó de fondos al gobierno namibio para aumentar la protección contra el vandalismo. El dueño de la granja Hoba Oeste donó el meteorito y el sitio donde se encuentra al Estado por "motivos educativos" en 1987. Más tarde ese año, el gobierno abrió un centro turístico en el lugar. Como resultado de estos desarrollos, el vandalismo ha cesado. Es visitado por miles de turistas cada año.
Friedrich Wilhelm Kegel tomó la primera fotografía publicada del meteorito Hoba.